# つるぺた
つるぺたとは、乳房が発達せず、平たい状態（幼児体形）で、陰毛もない、乳房・陰毛共にタナー段階Iの女性、思春期（Thelarche）前の幼女の体型を指すスラングである。主にアニメやアダルトゲーム等二次元の分野で、キャラクターの萌え属性として使われる。
「下がつるつるで上はぺったんこ」を意味してつるつるぺったん（略してTTP）とも言う。これらは思春期・成人女性に対しても使うことができる。

## 起源
この言葉の発祥については諸説ある。が最有力はアリスソフト。
- アダルトゲームメーカー・アリスソフトのユーザークラブ会誌の中の一コーナー・PTTP（プロジェクト・つる・つる・ぺったん）→つるつるぺったん→つるぺた
- アニメ雑誌『ファンロード』の読者欄